# Chovu-Aksy
Chovu-Aksy (in russo Хову-Аксы? è un villaggio della Repubblica di Tuva, Russia, centro amministrativo del Čedi-Chol'skij kožuun. Aveva, nel 2021, una popolazione di 3 612 abitanti. Il villaggio si trova sulle rive del fiume Ėlegest.